# どくだみ先生
『どくだみ先生』（どくだみせんせい）は、1973年から1974年にかけて『週刊少年チャンピオン』に連載されていた古谷三敏の漫画作品。

## 内容
型破りのどくだみ先生を中心としたナンセンスギャグマンガ。

## 登場人物
どくだみ先生
中井小学校の教諭。本名、どくだみ辰吉。五年花組の担任。真面目に授業を行うよりも、児童と一緒になって遊ぶ事を好む。酒と女が大好きな独身男性。下着はふんどし派。
さゆり
五年花組の学級委員。メガネをかけたガリ勉タイプの女子児童。真面目な性格で、どくだみ先生に対するツッコミ役。
ブスゴジラ
不細工で太った五年花組の女子児童。サユリの腰巾着だったが、やがてどくだみ先生にとけ込む。
今井太郎
五年花組の小柄な男子児童。どくだみ先生のシンパでよき遊び友達。　
近藤勇三
五年花組の大柄で太った男子児童。
花山先生
中井小学校の教諭。美人の独身女性だが、恥ずかしい持病を持つ。どくだみ先生が惚れ込むが、常にどくだみ先生の恋心をもてあそぶ「曲者」。
市原先生
中井小学校の教諭。独身。どくだみ先生の恋敵。
隣りの婆さん
独身女性。『天才バカボン』のお巡りさんと同様に目玉が繋がっている。どくだみ先生が住むアパートの大家。

## 備考
- 学園物ではあるが、特に教育や友情、学級問題（いじめなど）をテーマにした物ではなく、ひたすら人間くさいどくだみ先生を中心としたナンセンスに徹している。また、どくだみ先生も「理想の教師像」ではなく、どちらかと言えばドジでおバカな先生として描かれている。（ただし、児童に対する等身大の先生として描かれている事も確かである。）
- 曙出版から1975年にアケボノコミックスとして、朝日ソノラマから1980年にサンコミックスとしてそれぞれ単行本が刊行された（全五巻。ただしいずれも既に絶版。）。
- 現在はebookjapanにて電子書籍として配信されている（有料、全五巻） 。